# Mendeleïev (cratère)
Pour les articles homonymes, voir Mendeleïev (homonymie).
Mendeleïev (Mendeleev en anglais) est un cratère lunaire situé sur la face cachée de la Lune, nommé d'après le chimiste Dmitri Mendeleïev.

## Cratères satellites
Les cratères dit satellites sont de petits cratères situés à proximité du cratère principal, ils sont nommés du même nom mais accompagnés d'une lettre majuscule complémentaire (même si la formation de ces cratères est indépendante de la formation du cratère principal). Par convention ces caractéristiques sont indiquées sur les cartes lunaires en plaçant la lettre sur le point le plus proche du cratère principal.
| Mendeleïev | Latitude | Longitude | Diamètre | Image |
| ---------- | -------- | --------- | -------- | ----- |
| P          | 2,82° N  | 140,29° E | 29,04 km |       |